# 隆加雷
隆加雷（義大利語：Longare），是意大利威尼托大区维琴察省的一个市镇。总面积22平方公里，人口5629人，人口密度255.9人/平方公里（2009年）。国家统计（ISTAT）代码为024051。